# 재호
서재우(본명: 방재호, 1992년 6월 21일~)는 대한민국의 배우이다. 2016년 중국에서 먼저 데뷔했으며 영화 《매일개서모도흔우상》(每一个徐毛都很忧伤)과 드라마《인간대포》(人间大炮)에 출연했다.
영화《매일개서모도흔우상》에서는 다큐멘터리 촬영 차 중국에 왔다가 여자 주인공과 사랑에 빠지는 한국의 인기 배우 역할을 맡았으며 직접 중국어 연기까지 소화하여 현지 스태프들의 인정을 받았다.
드라마 《인간대포》에서는 평범한 주인공을 매력적인 남자로 거듭나게 도와주는 인물로 출연했다.
중국의 인기 여자 가수 류미린과 함께 음료 광고에도 출연했다.

## 학력
- 대일외국어고등학교 2012년 2월 (졸업)
- 한국외국어대학교 중국어과

## 출연 작품

### 드라마
| 연도 | 방송사   | 제목                            | 역할   | 비고     |
| ---- | -------- | ------------------------------- | ------ | -------- |
| 2016 | 네이버TV | 사당보다 먼 의정부보다 가까운   | 박우정 | 웹드라마 |
| 2017 | MBC      | 왕은 사랑한다                   | 진관   |          |
| 2018 | TV조선   | 대군 - 사랑을 그리다            | 박기특 |          |
| 2018 | KBS2     | KBS 드라마 스페셜 - 잊혀진 계절 | 김우현 | 단막극   |
| 2018 | JTBC     | 제3의 매력                      | 재우   |          |
| 2021 | KBS2     | 학교 2021                       | 정철주 |          |

### 영화
| 연도 | 제목                 | 역할           | 비고 |
| ---- | -------------------- | -------------- | ---- |
| 2019 | 생일                 | 생일파티 소년2 | 단역 |
| 2019 | 나쁜 녀석들: 더 무비 | 청년경찰       | 단역 |

## 그 외 활동

### CF
- 2013년 삼성 갤럭시 S4 ZOOM